# Franz Wilhelm von Wartenberg
Franz Wilhelm von Wartenberg (Monaco di Baviera, 1º marzo 1593 – Ratisbona, 1º dicembre 1661) è stato un cardinale e vescovo cattolico tedesco.

## Biografia
Era il figlio ultimogenito del duca Ferdinando di Baviera e della sua moglie morganatica Maria Pettenbeckin.
Destinato fin da piccolo alla carriera ecclesiastica, frequentò la scuola dei gesuiti ad Ingolstadt, dal 1601 al 1608. Frequentò a Roma il Collegium Germanicum dal 1608 al 1614, ove studiò filosofia, teologia e diritto canonico. Nel 1636 fu ordinato sacerdote a Ratisbona.
Fu eletto vescovo di Osnabrück il 27 ottobre 1625 dal capitolo della cattedrale della città, la sua elezione fu confermata da papa Urbano VIII nel gennaio 1627. Fu incaricato di redigere l'Editto di Restituzione del 1629 nella Bassa Sassonia. Nel 1630 venne eletto vescovo di Verden, con il diritto di mantenere anche la sede di Osnabrück. Nel 1631 lasciò la sede di Verden in quanto cacciato dai protestanti, e nel 1633 fu eletto vescovo di Minden. Nel 1633 la sede di Osnabrück, nel corso della guerra dei trent'anni, cadde nelle mani delle truppe svedesi ed egli dovette lasciarla a Gustavo di Wasaborg, un figlio illegittimo del re di Svezia, Gustavo Adolfo II; venne ordinato diacono il 4 giugno 1634.
Ricevette l'ordinazione sacerdotale il 29 novembre 1636, a Ratisbona, per imposizione delle mani di Albert von Toerring-Stein, vescovo di Ratisbona; ricevette la consacrazione episcopale l'8 dicembre, nella stessa città, per imposizione delle mani di Malatesta Baglioni, vescovo di Pesaro, assistito dai co-consacranti monsignori von Toerring-Stein ed Anton Wolfradt, vescovo di Vienna.
Nel 1641 si recò a Roma. Nel 1642 fu eletto vescovo coadiutore, con diritto di successione, della diocesi di Ratisbona, dal capitolo della cattedrale di Ratisbona, in accordo con il vescovo in carica.
Rappresentò gli elettori cattolici nella formulazione della pace di Vestfalia dal marzo del 1643 al 1648, quando la pace fu firmata. Nel 1645 fu nominato vicario apostolico della diocesi di Brema. Il 12 aprile del 1649 successe ad Albert von Toerring-Stein, deceduto, nella carica di vescovo di Ratisbona.
Papa Alessandro VII lo elevò al rango di cardinale nel concistoro del 5 aprile 1660, ma egli non si recò mai a Roma per ricevere la berretta cardinalizia ed il titolo.
Morì il 1º dicembre 1661, all'età di 68 anni e la sua salma fu inumata nella cattedrale di Ratisbona.

## Genealogia episcopale e successione apostolica
La genealogia episcopale è:
- Cardinale Bonifazio Caetani
- Cardinale Pier Paolo Crescenzi
- Arcivescovo Malatesta Baglioni
- Cardinale Franz Wilhelm von Wartenberg

La successione apostolica è:
- Vescovo Georgius Pauli-Stravius (1641)
- Vescovo Bernhard Frick (1645)
- Vescovo Christoph Bernhard von Galen (1651)
- Vescovo Dietrich Adolf von der Reck (1651)
- Vescovo Ägidius Gelenius (1656)
- Vescovo Johann Bischopinck (1657)

## Ascendenza
|                                 |   |                             | Genitori                      |  |  | Nonni |  |  | Bisnonni                   |  |  | Trisnonni                 |  |
|                                 |   |                             |                               |  |  |       |  |  | 8. Guglielmo IV di Baviera |  |  | 16. Alberto IV di Baviera |  |
|                                 |   |                             |                               |  |  |       |  |  | 8. Guglielmo IV di Baviera |  |  | 16. Alberto IV di Baviera |  |
|                                 |   | 17. Cunegonda d'Austria     |                               |  |  |       |  |  | 8. Guglielmo IV di Baviera |  |  |                           |  |
| 4. Alberto V di Baviera         |   |                             |                               |  |  |       |  |  | 8. Guglielmo IV di Baviera |  |  |                           |  |
|                                 |   | 9. Maria Giacomina di Baden | 18. Filippo I di Baden        |  |  |       |  |  |                            |  |  |                           |  |
|                                 |   | 9. Maria Giacomina di Baden | 18. Filippo I di Baden        |  |  |       |  |  |                            |  |  |                           |  |
|                                 |   | 9. Maria Giacomina di Baden | 19. Elisabetta del Palatinato |  |  |       |  |  |                            |  |  |                           |  |
| 2. Ferdinando di Baviera        |   | 9. Maria Giacomina di Baden |                               |  |  |       |  |  |                            |  |  |                           |  |
|                                 |   | 10. Ferdinando I d'Asburgo  | 20. Filippo I d'Asburgo       |  |  |       |  |  |                            |  |  |                           |  |
|                                 |   | 10. Ferdinando I d'Asburgo  | 20. Filippo I d'Asburgo       |  |  |       |  |  |                            |  |  |                           |  |
|                                 |   | 10. Ferdinando I d'Asburgo  | 21. Giovanna di Castiglia     |  |  |       |  |  |                            |  |  |                           |  |
| 5. Anna d'Asburgo               |   | 10. Ferdinando I d'Asburgo  |                               |  |  |       |  |  |                            |  |  |                           |  |
|                                 |   | 11. Anna Jagellone          | 22. Ladislao II di Boemia     |  |  |       |  |  |                            |  |  |                           |  |
|                                 |   | 11. Anna Jagellone          | 22. Ladislao II di Boemia     |  |  |       |  |  |                            |  |  |                           |  |
|                                 |   | 11. Anna Jagellone          | 23. Anna di Foix-Candale      |  |  |       |  |  |                            |  |  |                           |  |
| 1. Franz Wilhelm von Wartenberg |   | 11. Anna Jagellone          |                               |  |  |       |  |  |                            |  |  |                           |  |
|                                 | … | …                           |                               |  |  |       |  |  |                            |  |  |                           |  |
|                                 | … | …                           |                               |  |  |       |  |  |                            |  |  |                           |  |
|                                 | … | …                           |                               |  |  |       |  |  |                            |  |  |                           |  |
| 6. Georg von Pettenbeck         | … |                             |                               |  |  |       |  |  |                            |  |  |                           |  |
|                                 |   | …                           | …                             |  |  |       |  |  |                            |  |  |                           |  |
|                                 |   | …                           | …                             |  |  |       |  |  |                            |  |  |                           |  |
|                                 |   | …                           | …                             |  |  |       |  |  |                            |  |  |                           |  |
| 3. Maria von Pettenbeck         |   | …                           |                               |  |  |       |  |  |                            |  |  |                           |  |
|                                 |   | …                           | …                             |  |  |       |  |  |                            |  |  |                           |  |
|                                 |   | …                           | …                             |  |  |       |  |  |                            |  |  |                           |  |
|                                 |   | …                           | …                             |  |  |       |  |  |                            |  |  |                           |  |
| 7. Felicitas Simon              |   | …                           |                               |  |  |       |  |  |                            |  |  |                           |  |
|                                 |   | …                           | …                             |  |  |       |  |  |                            |  |  |                           |  |
|                                 |   | …                           | …                             |  |  |       |  |  |                            |  |  |                           |  |
|                                 |   | …                           | …                             |  |  |       |  |  |                            |  |  |                           |  |
|                                 |   | …                           |                               |  |  |       |  |  |                            |  |  |                           |  |